# Себразак
Себраза́к (фр. Sébrazac, окс. Sebrasac) — коммуна во Франции, находится в регионе Окситания. Департамент — Аверон. Входит в состав кантона Эстен. Округ коммуны — Родез.
Код INSEE коммуны — 12265.
Коммуна расположена приблизительно в 490 км к югу от Парижа, в 145 км северо-восточнее Тулузы, в 21 км к северу от Родеза.

## Население
Население коммуны на 2008 год составляло 516 человек.
| 1962 | 1968 | 1975 | 1982 | 1990 | 1999 | 2008 |
| ---- | ---- | ---- | ---- | ---- | ---- | ---- |
| 469  | 521  | 453  | 466  | 476  | 482  | 516  |

## Экономика
В 2007 году среди 300 человек в трудоспособном возрасте (15—64 лет) 216 были экономически активными, 84 — неактивными (показатель активности — 72,0 %, в 1999 году было 65,7 %). Из 216 активных работали 208 человек (117 мужчин и 91 женщина), безработных было 8 (4 мужчины и 4 женщины). Среди 84 неактивных 25 человек были учениками или студентами, 29 — пенсионерами, 30 были неактивными по другим причинам.

## Достопримечательности
- Мост Эстен через реку Ло. Памятник истории с 2005 года[3]

## Фотогалерея
- Себразак
- Статуя Франсуа Эстена
- Мост Эстен
- Карта коммуны